# Borgfrid
Borgfrid var det rättsskydd som i medeltidens germanska riken gällde för befästningar och andra platser med anknytning till kungen. Borgfriden var en utsträckning av den konungsfrid som i Norden gällde kring kungens person. Borgfriden innebar att brott som begicks på gårdar eller befästningar där kungen brukade vistas behandlades som fridsbrott, och därmed straffades hårdare än brott begångna på andra platser. Borgfriden tillämpades även på borgar, som innehades av kungliga tjänstemän och vasaller, och på befästa städer. Begreppet fanns kvar i strafflagen så sent som 1948.
I moderna sammanhang menas med begreppet borgfred en politisk överenskommelse om att undvika stridigheter i exempelvis en krissituation.